# 류큐사령부
류큐사령부(Ryukyu Command, 琉球米軍司令部 류큐 미쿤 시레이부[*]는 지금의 오키나와현 나카가미군 기타나카구스쿠촌에 있었던 미국 태평양 육군 예하 류큐 열도 지역사령부였다.
도리이가 새겨진 어깨 소매 휘장은 1950년 2월 27일에 류큐사령부에 승인되었다가, 1965년 10월 11일에 미국 류큐 열도 육군에게 맞게 수정되었다.

## 역사

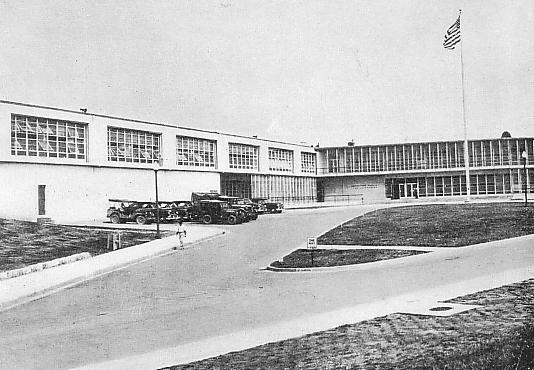
1955년에 촬영된 류큐사령부의 본부 건물 (오키나와 타임스 저작권 소유 및 공개)

1945년 7월 31일, 오키나와섬(Okinawa Island Command)과 이에섬 사령부(Ie Island Command의 통제권이 태평양 지역 총사령관인 체스터 니미츠 제독으로부터 미국 육군 태평양군(USAFPAC) 총사령관인 더글러스 맥아더 원수에게 넘어왔다. USAFPAC 총본부는 두개 사령부를 합쳐 ASCOM-I→육군근무사령부-I를 창설하였고, 극동 공군으로 넘겨진 대항공기부대를 제외한 육군 부대의 통제를 제10군에서 각각 육군 주둔지군을 두고 관할하였다. 10월 14일에 동원해제에 따라 제10군이 해산하고, ASCOM-I 예하, 오키나와 육군 주둔지군은 나하에서 "오키나와 기지사령부"로 재편성되었다.
1946년 7월 1일, 일반명령 제162호에 의해 ASCOM-I와 오키나와 기지사령부가 병합되어 "류큐사령부"로 재편성되었다.
1947년 8월 14일, 극동사령부 예하 필리핀 사령부(Philippines Command)와 합쳐져 "필리핀-류큐 사령부"로 재편성되었다.
1948년 8월 1일, 필리핀-류큐 사령부가 각각 별개의 조직으로 분리되면서, 류큐 사령부는 류큐 열도 미국군정부의 역할도 하기 시작하였다.
1950년 12월 16일, 장기간 통치를 위해 류큐 열도 미국군정부가 류큐 열도 미국군정부로 대채되었다. 류큐사령부는 제9(IX)군단와 결합하여 1961년 7월 15일까지 "류큐 열도 사령부/제9(IX)군단, 연합본부"가 되었다.
1957년 6월 30일, 극동사령부가 미국 태평양 사령부에 병합되어 태평양 육군의 예하부대가 되었다.
1972년 5월 15일, 류큐 열도가 전부 일본 정부에 반환되었다. 준비된대로 주둔부대가 류큐 열도를 떠나면서 류큐 열도 주둔 미군의 쓰던 대부분의 토지가 정리 및 일본 정부에 반환되었으며, 역할을 다한 미국 류큐 열도 육군과 류큐 열도 미국민정부는 해산하였다. 이들을 대신하여 오키나와에 남은 미국 육군을 지원할 미국 오키나와 육군 기지사령부가 칭살되었다.

### 영향
오키나와현민들은 류큐사령부를 짦게 줄여서 "ライカム"로 불렀는데 이 별명을 따서 사령부 앞의 교차로는 "라이캄 교차로"(ライカム交差点 라이카무 코샤덴[*]) 언덕은 "라이캄 언덕"(ライカム坂 라이카무 자카[*])이라 불렀다. 2010년대에 일본의 이온그룹에서 사령부와 아와세 골프장(泡瀬ゴルフ場, 영어: Awase Meadows Golf Course)의 부지를 사들여 이온몰을 세우기 위해 착공하던 당시에 지점명을 "이온몰 기타나카구스쿠(イオンモール北中城)"로 정했다가, 주민들의 통상지역호칭을 받아들여 "이온몰 오키나와 라이캄(イオンモール沖縄ライカム)"으로 개명하였다. 2015년 4월 25일부로 영업하고 있다.
2019년 3월 8일, 오키나와현 기타나카구스쿠촌 회의에서 이온몰 오키나와 라이캄이 있는 지역의 새로운 자(字)로서 "字ライカム"로 설정하는 의안이 만장일치로 가결되었다. 새로운 자(字)는 토지구획정리조합에서 모집하였으며, 새로운 주소명으로서는 2019년 가을쯤 적용된다.

## 산하 조직

### 부대
- 오키나와 육군 주둔지군(Army Garrison Force, Okinawa); 1945년 6월 ~ ?
- 이에섬 육군 주둔지군(Army Garrison Force, Ie Shima); 1945년 7월 ~ ?
- 제2군수사령부; 1957년 5월 15일, 재소집 ~ 1972년 5월 15일, 해산
- 제9군수사령부; 1961년 3월 15일, 창설 ~ 1962년 5월, 태국 군사원조사령부로 전속.
- 제30방공포병여단; 1960년 6월 24일, 재소집 ~ 1972년 5월 15일, 해산
- 제1특전단; 1957년 1월 24일, 창설 ~ 1972년 5월 15일, 주일 미국 육군으로 전속.
- 제7심리작전단; 1965년 8월 19일, 창설 ~ 1974년 6월 30일, 해산
- 제97민사단; 1961년 12월 15일, 재소집 ~ 1969년 6월 25일, 해산

### 기관
- 류큐 열도 미국군정부(USMGR), 1947년 1월 1일 ~ 1950년 12월 15일
- 류큐 열도 미국민정부(USCAR), 1950년 12월 16일 ~ 1972년 5월 15일

## 기록

### 계보
- 1945년 7월 31일, Army Service Command I (ASCOM-I)
→육군근무사령부-I
- 1945년 10월 14일, Okinawa Base Command (OBASCOM)
→오키나와 기지사령부
- 1946년 7월 1일, Ryukyu Command (RYCOM)
→류큐사령부
- 1946년 12월 1일, Philippines-Ryukyus Command (PHIRYCOM)
→필리핀-류큐사령부
- 1948년 8월 1일, Ryukyuan Command (RYCOM)
→류큐사령부
- 1950년 12월 16일, Combine Headquarter, Ryukyu Islands Command(RYISCOM)
→류큐 열도사령부/제9(IX)군단, 연합본부
- 1957년 1월 1일, Headquarter, United States Army Ryukyu lslands/IX Corps(USARYIS/IX Corps)
→미국 류큐 열도 육군/제9(IX)군단, 본부
- 1961년 7월 16일, United States Army, Ryukyu lslands (USARYIS)
→미국 류큐 열도 육군

### 소속
1. 제10군, 1945년 7월 31일
2. 미국 서태평양 육군, 1945년 10월 14일
3. 미국 육군 중부태평양군, 1946년 12월 2일
4. 극동사령부, 1948년 8월 14일
5. 미국 태평양 육군, 1957년 7월 1일

## 역대 사령관
| #    | 사진                | 성명                                                     | 취임일           | 이임일           |
| ---- | ------------------- | -------------------------------------------------------- | ---------------- | ---------------- |
| 1    |                     | Robert Sprague Beightler 로버트 S. 베이글[*]             | 1950년 12월 15일 | 1951년 5월 10일  |
| 대행 |                     | Harry B. Sherman 해리 B. 셔먼[*]                         | 1951년 5월 10일  | 1951년 8월 7일   |
| 2    |                     | Robert Sprague Beightler 로버트 스프라그 베이글터[*]     | 1951년 8월 8일   | 1952년 12월 16일 |
| 3    |                     | James Malcolm Lewis 제임스 말콤 루이스[*]                | 1952년 12월 18일 | 1953년 1월 2일   |
| 4    | 1952년 1월 1일 촬영 | David Ayers DePue Ogden 데이비드 아이레스 디풰 오그덴[*] | 1953년 1월 3일   | 1955년 3월 4일   |
| 5    |                     | James Edward Moore 제임스 E. 무어[*]                     | 1955년 3월 5일   | 1956년 12월 31일 |

| # | 사진 | 성명                                 | 취임일         | 이임일         |
| - | ---- | ------------------------------------ | -------------- | -------------- |
| 5 |      | James Edward Moore 제임스 E. 무어[*] | 1957년 1월 1일 | 1957년 7월 3일 |

| # | 사진 | 성명                                 | 취임일          | 이임일          |
| - | ---- | ------------------------------------ | --------------- | --------------- |
| 5 |      | James Edward Moore 제임스 E. 무어[*] | 1957년 7월 4일  | 1958년 4월 30일 |
| 6 |      | Donald P. Booth 도널드 P. 부스[*]    | 1958년 5월 1일  | 1961년 2월 12일 |
| 7 |      | Paul Wyatt Caraway 폴 W. 캐러웨이[*] | 1961년 2월 16일 | 1964년 7월 31일 |

| #  | 사진 | 성명                                         | 취임일          | 이임일           |
| -- | ---- | -------------------------------------------- | --------------- | ---------------- |
| 8  |      | Albert Watson II 앨버트 왓슨 2세[*]          | 1964년 8월 1일  | 1966년 10월 31일 |
| 9  |      | Ferdinand Thomas Unger 페르니난드 T. 언거[*] | 1966년 11월 2일 | 1968년 1월 28일  |
| 10 |      | James Benjamin Lampert 제임스 B. 램퍼트[*]   | 1968년 1월 28일 | 1972년 5월 14일  |

## 같이 보기
- 주일 미군의 시설 목록
- 주일 미국 육군
- 미국 통치기 류큐 열도

## 참고

### 인용
1. ↑  “Ryukyu Islands”. 문장학 연구소. 2017년 2월 15일에 원본 문서에서 보존된 문서. 2017년 2월 15일에 확인함.
2. ↑  James R. Masterson (1949년 10월). “U.S. Army Transportation in the Southwest Pacific Area, 1941-1947.” (영어). Transportation Unit, Historical Division, Special Staff, U.S. Army. 126쪽. 2012년 3월 12일에 원본 문서에서 보존된 문서. 2017년 11월 7일에 확인함.
3. ↑  “SCAP, GHQ General Order Number 18” (영어). 1948년 7월 9일.
4. ↑  “沖縄大百科: ライカム” (일본어). weblio. 2016년 12월 21일에 확인함.
5. ↑  nobujirou (2015년 5월 14일). “イオンモール沖縄ライカムの衝撃 / ミッドセンチュリーモダンと琉米文化の行方”. 《アーキペラゴを探して》 (일본어). 2016년 12월 21일에 확인함. ライカム (RyCom)というのは、かつてこの場所にあった琉球米軍司令部 (Ryukyu Command headquarters)の通称で、今でもこの辺りをライカムと呼んでるんですね。
6. ↑  “「イオンモール沖縄ライカム」正式名称決定のご案内” (PDF) (영어). イオンモール株式会社. 2014년 6월. 2016년 3월 4일에 원본 문서 (PDF)에서 보존된 문서. 2016년 6월 10일에 확인함.
7. ↑  “米軍司令部の名前が地名に　沖縄県北中城村「字ライカム」、2019年秋にも誕生へ” (영어). Okinawa Times. 2018년 3월 9일. 2010년 1월 1일에 확인함.
8. 1 2 3 4  “Japan: Okinawa and Ryukyu Islands”. 《World Statesmen.org》 (영어). 2016년 12월 21일에 확인함.

### 자료
- “Records of U.S. Occupation Headquarters, World War II”. 《National Archives》 (영어). 미국 국립문서기록관리청. 1995. 2016년 12월 21일에 확인함. 260.1  Administrative History
- “Records of U.S. Occupation Headquarters, World War II”. 《National Archives》 (영어). 미국 국립문서기록관리청. 1995. 2016년 12월 21일에 확인함. 260.12 Records of the U.S. Civil Administration of the Ryukyu Islands (USCAR) 1945-72
- “Unit History”. 《United States Army Garrison Okinawa》 (영어). 2016년 12월 3일에 원본 문서에서 보존된 문서. 2016년 12월 21일에 확인함.